# Liometopum imhoffii
Liometopum imhoffii es una especie extinta de hormiga del género Liometopum, subfamilia Dolichoderinae. Fue descrita científicamente por Heer en 1849.

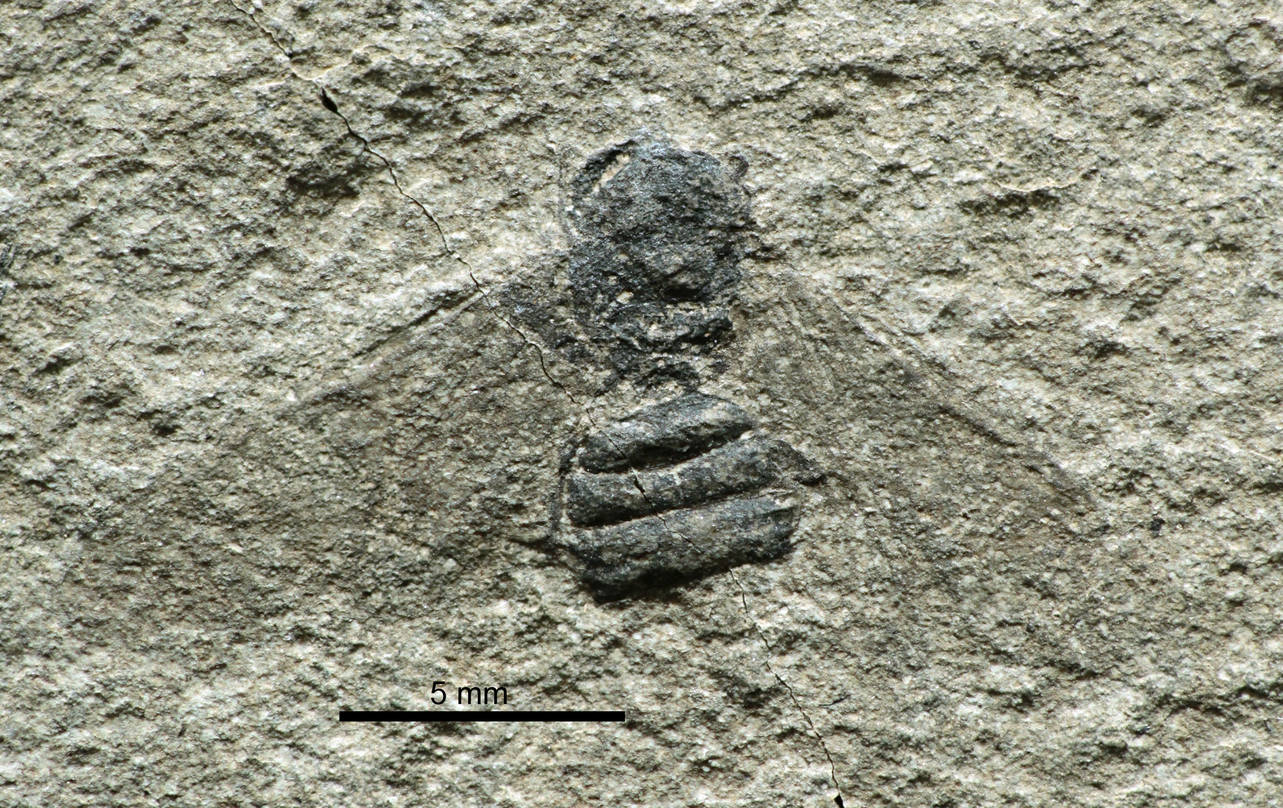
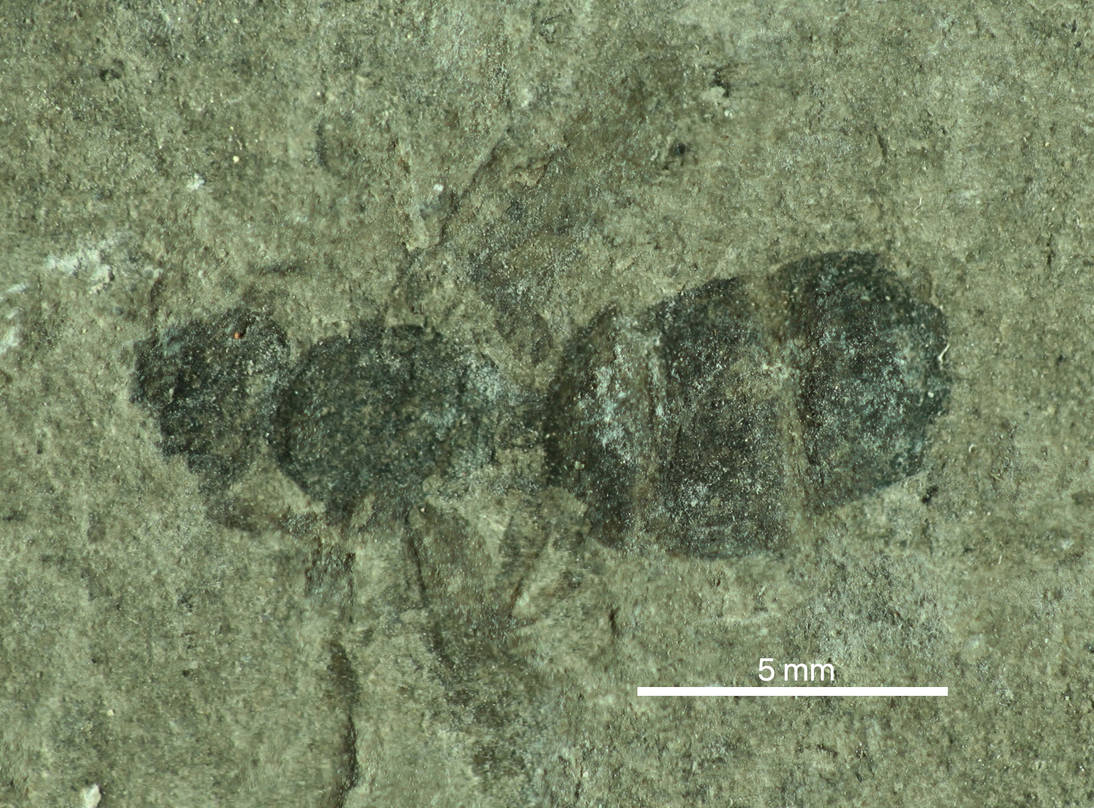
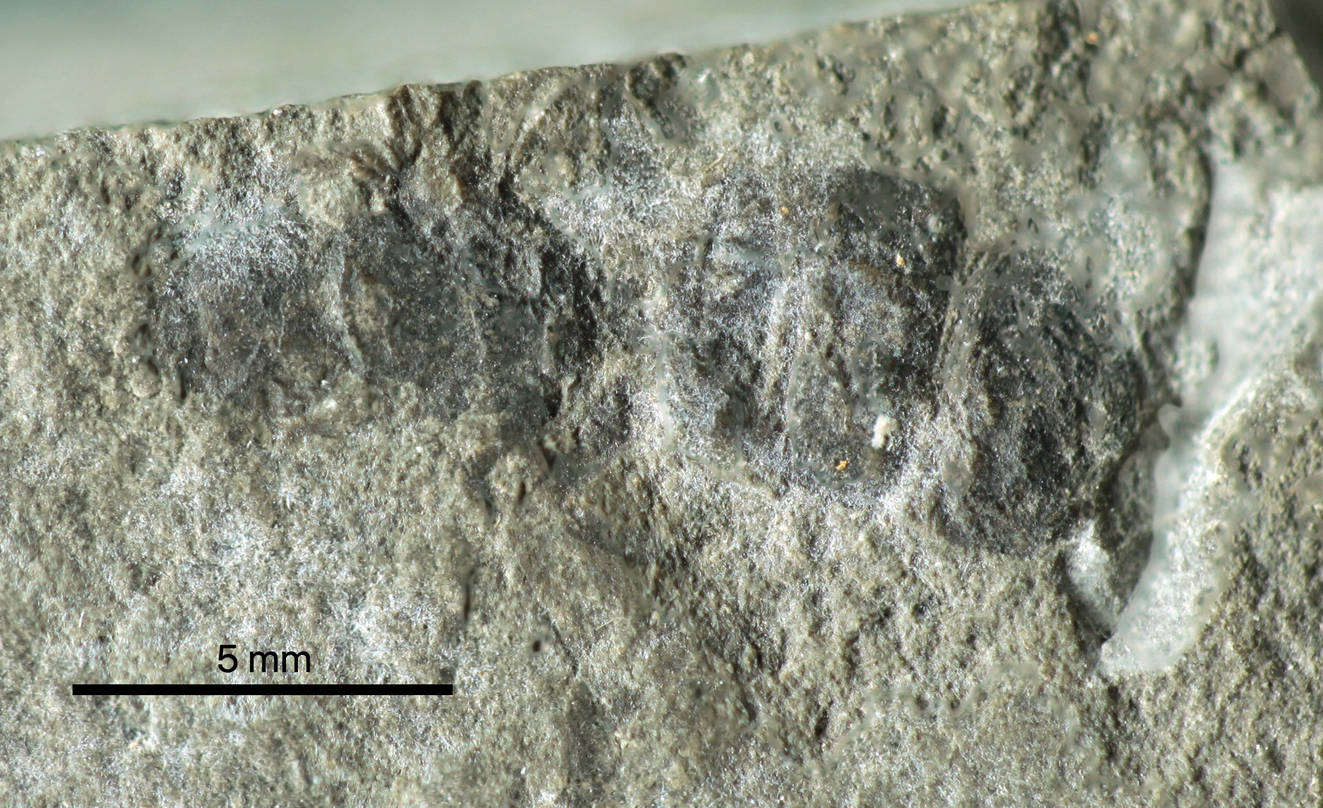

Habitó en Croacia y Suiza.